# Mount Quilmes
Mount Quilmes är ett berg i Antarktis. Det ligger i Västantarktis. Argentina, Chile och Storbritannien gör anspråk på området. Toppen på Mount Quilmes är 718 meter över havet, eller 204 meter över den omgivande terrängen. Bredden vid basen är 5,3 km.
Terrängen runt Mount Quilmes är huvudsakligen kuperad, men västerut är den platt. Trakten är obefolkad. Det finns inga samhällen i närheten.